# Ancyluris mendita
Ancyluris mendita är en fjärilsart som beskrevs av Druce 1904. Ancyluris mendita ingår i släktet Ancyluris och familjen Riodinidae. Inga underarter finns listade i Catalogue of Life.